# Бильбао, Исаскун
Исаскун Бильбао Барандика (баск. Izaskun Bilbao Barandika род. 27 марта 1961 Бермео, Бискайя, Франкистская Испания) — баскский политик, первая женщина-глава парламента Страны Басков (2005-2009), депутат Европейского парламента от БНП.

## Биография
Родилась 27 марта 1961 года в Бермео в семьи рыбаков, Бискайя во время правления Франсиско Франко. в 1979 году начала учёбу в университете Деусто, который окончила 1985 года (юрист). В 1999-2000 училась в Университете Страны Басков (деловой менеджмент). В 1987 вошла в Городской совет Бермео, в области городского планирования и культуры покинула пост 1991.
25 ноября 1998 года стала депутатом Парламента Страны Басков. 23 мая в третьем для неё созыве стала Главой Парламента, 3 апреля 2009 года в следующим созыве депутат парламента. 14 июля 2009 года стала депутатом Европейского парламента.